# Mănăstirea Cetatea, Dagâța
Mănăstirea Cetatea este o mănăstire ortodoxă română care poartă hramul Pogorârea Sfântului Duh. Se află situată pe dealul Cetății la 5 km de satul Mănăstirea, Dagâța, județul Iași. Mănăstirea este înconjurată de păduri iar drumul ce duce în sat este de pământ, greu practicabil din cauza lățimii mici, a gropilor și a pantelor înalte, făcând din această mânăstire un loc izolat unde se ajunge cu greutate.
Primele dovezi ale existenței unei mănăstiri în aceste locuri datează de pe timpul lui Ștefan cel Mare, aici existând o mănăstire din lemn înconjurată cu ziduri de piatră. Această primă biserică a fost dărâmată de boierii Carp și Tautu pentru a-și împărți pământul, iar linia de hotar a proprietăților lor trecea chiar pe terenul mănăstirii. Călugării care viețuiau acolo la acea dată și-au ridicat o altă mănăstire, mai la vale unde apoi s-a format vatra satului Mănăstirea. Zidurile de incintă au fost duse la Țibănești unde se găsesc și azi.
Actuala biserică, construită din vălătuci de pământ bătuți pe schelet de lemn, este ctitoria unor credincioși din satul Mănăstirea pe nume Calancea și Sicrieru. Biserica a fost ridicată în anul 1959, dar sfințită de-abia în anul 1970 când regimul comunist a început să fie mai permisiv cu bisericile. Cei doi ctitori au fost anchetați de Securitate și pentru a scăpa de pedeapsă satul a sărit în sprijinul lor, declarând că biserica a fost clădită cu contribuții de la toți sătenii. În interiorul altarului se află  Sfânta Masa a primei biserici ridicate aici. Mânăstirea a fost redeschisă abia în anul 1993 de către Arhiepiscopia Iașilor, ca mănăstire de călugări. La câțiva metri de biserică se află un momnument în amintirea primei biserici clădite aici.
Biserica a fost pictată în anul 1970 fiind opera lui Constantin Zafiu.

## Galerie de imagini

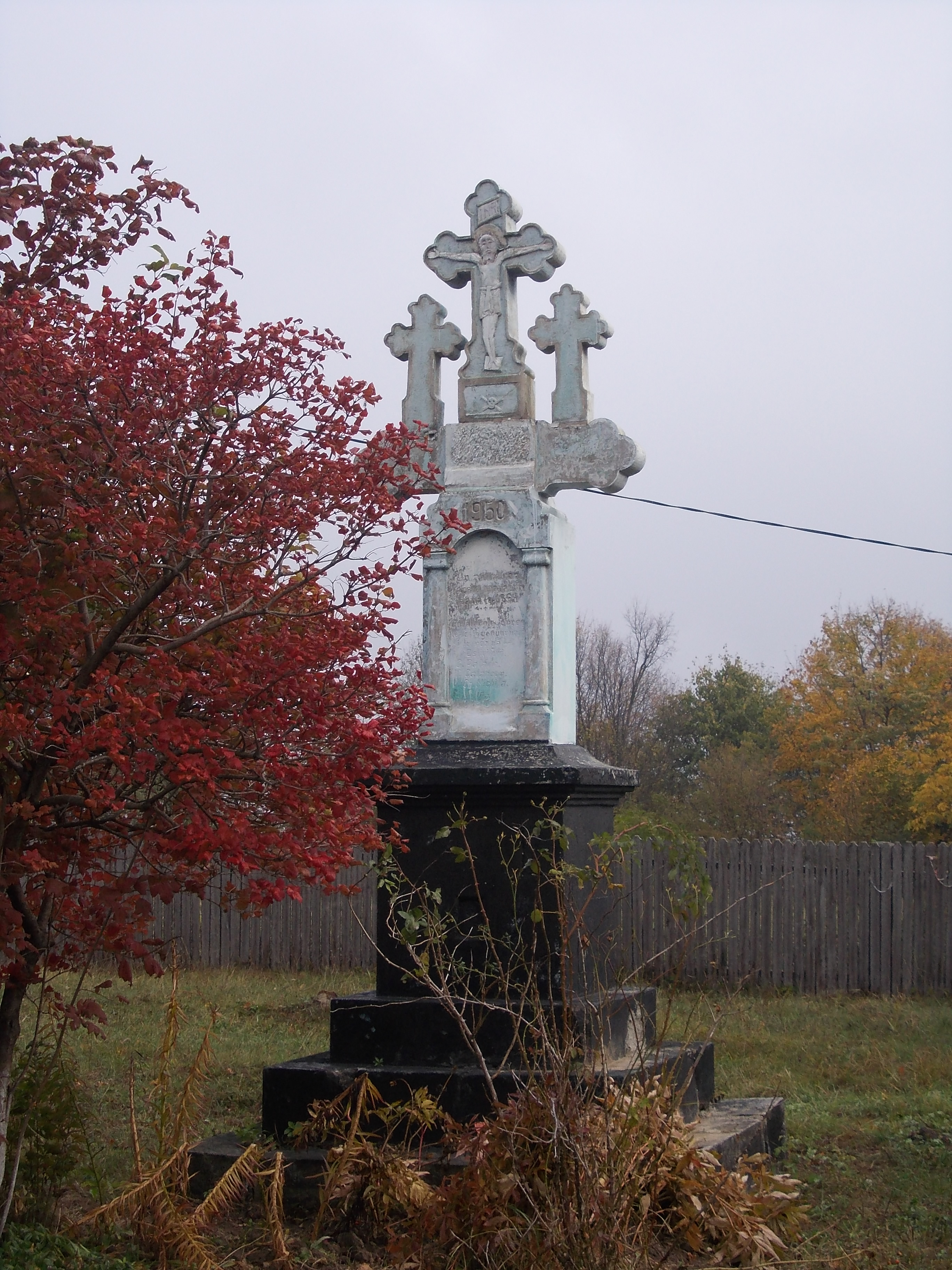
Troiță ridicată în memoria primei biserici
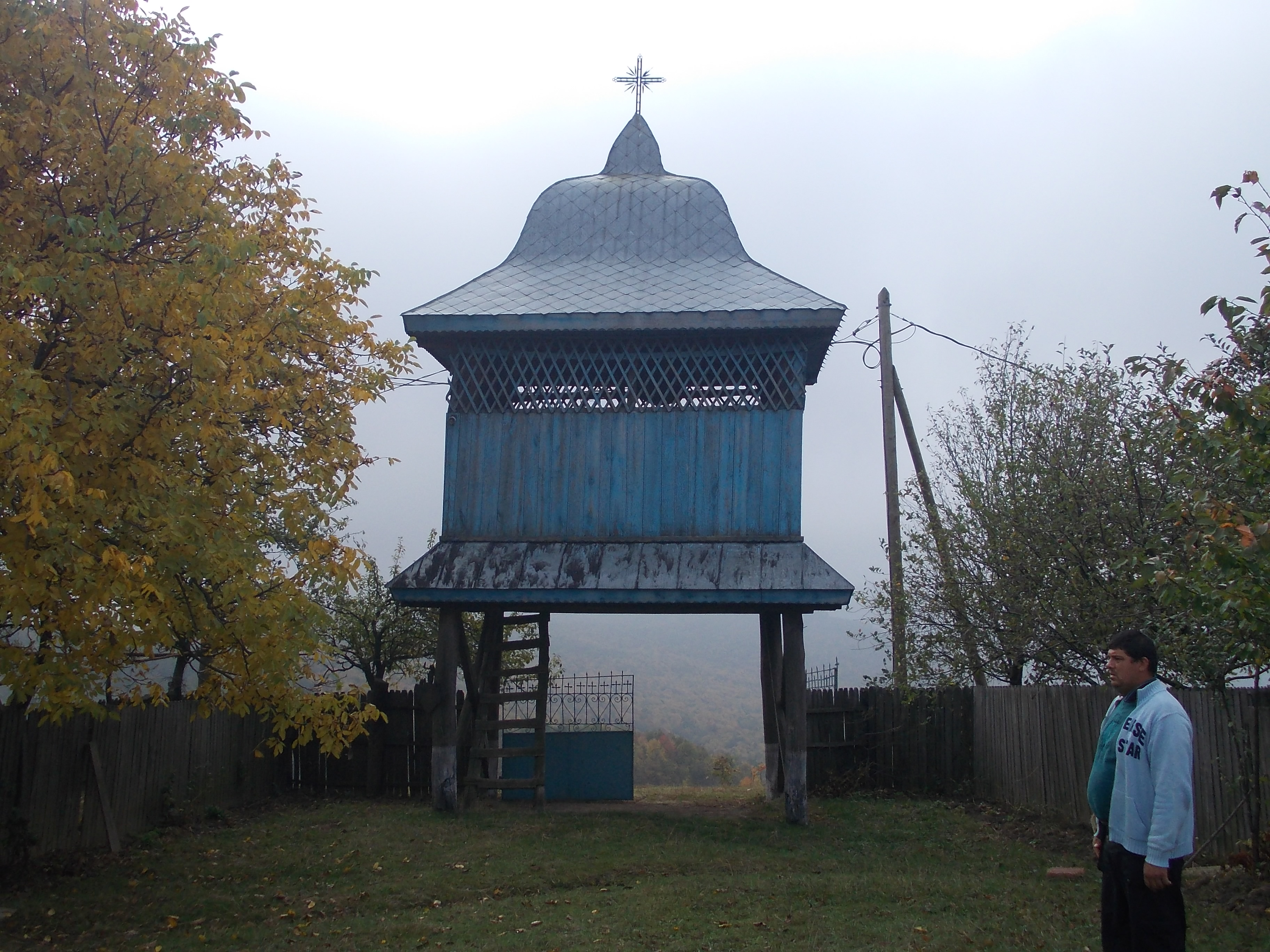
Clopotnița mănăstirii